# Mount Bogong
Mount Bogong är ett berg i Australien. Det ligger i regionen Alpine och delstaten Victoria, omkring 240 kilometer nordost om delstatshuvudstaden Melbourne. Toppen på Mount Bogong är 1 986 meter över havet.
Mount Bogong är den högsta punkten i delstaten Victoria. Berget ingår i Australiska alperna. Trakten runt Mount Bogong är nära nog obefolkad, med mindre än två invånare per kvadratkilometer.. Närmaste större samhälle är Mount Beauty, omkring 12 kilometer väster om Mount Bogong. 
I omgivningarna runt Mount Bogong växer i huvudsak städsegrön lövskog. Genomsnittlig årsnederbörd är 1 512 millimeter. Den regnigaste månaden är juli, med i genomsnitt 183 mm nederbörd, och den torraste är januari, med 46 mm nederbörd.